# Гара Драчево
Вижте пояснителната страница за други значения на Драчево.
Дра̀чево или Дра̀чово (на гръцки: Σταθμός Λευκοθέας, Статмос Левкотеас) е бивше село в Република Гърция, разположено в дем Зиляхово, област Централна Македония.

## География
Селото е разположено в историко-географската област Зъхна, южно от Алистрат (Алистрати) в хълмиста местност, на десния бряг на река Драматица. 

## История
След Втората световна война старото село Драчево в полите на Сминица е изоставено и около Гара Драчево (Σταθμός Λευκοθέας) на 5 километра югоизточно, на десния бряг на Драматица се оформя ново селище с 406 жители (2001), което често е наричано само Драчево (Левкотеа), а старото село – Старо Драчево (Палеа Левкотеа).
| Име     | Име       | Ново име        | Ново име        | Описание                      |
| ------- | --------- | --------------- | --------------- | ----------------------------- |
| Лувеник | Λουβένικι | Марамена Дендра | Μαραμένα Δένδρα | местност на З от Гара Драчево |